# Jordan Battle
Jordan Battle (Fort Lauderdale, Florida; 14 de diciembre de 2000) es un jugador profesional estadounidense de fútbol americano, se desempeña en la posición de safety en Cincinnati Bengals, en la National Football League (NFL).

## Carrera
Hizo su debut profesional con el equipo Cincinnati Bengals, lleva jugando una temporada, comenzó en el 2023.